# Gesturi aproximative
[modificare]
Gesturi aproximative este un volum de poeme al scriitorului Petruț Pârvescu.

## Aprecieri critice
- Daniel Corbu

"Poet al abstracțiunilor, al amplelor tornade lirice, Petruț Pârvescu se arată a fi în această nouă carte ludic și savuros, prin încercarea de  a înălța faptul banal la starea de entitate poetică, plină de farmec și magnetism"

## Poeme reprezentative
- Gesturi aproximative
  - Poeme aproximative